# بیزلان
بیزلان (به ترکی آذربایجانی: Bizlan) یک منطقهٔ مسکونی در جمهوری آذربایجان است که در شهرستان اسماعیللی واقع شده‌است. بیزلان ۴۸۰ نفر جمعیت دارد.